# Biserica de lemn Tăierea Capului Sf. Ioan Botezătorul din Vânători-Neamț

Biserica de lemn cu hramul Tăierea Capului Sfântului Ioan Botezătorul, 2009

Biserica de lemn Tăierea Capului Sfântului Ioan Botezătorul din Vânători-Neamț, județul Neamț, a fost construită în anul 1812. Pentru o vreme aici s-a aflat iconostasul capelei dezafectate din Cetatea Neamțului. Astăzi, acel iconostas se află expus la muzeul Mănăstirii Neamț. Biserica se află pe noua listă a monumentelor istorice sub codul LMI:  NT-II-m-B-10737 .